# 無人航空機操縦者技能証明
無人航空機操縦者技能証明は、試験に合格した者に対し航空法に基づき無人航空機を飛行させるのに必要な技能に関し、国土交通大臣が行うものである。証明は無人航空機操縦者技能証明書を交付することによって行われる。技能証明を受けたものは特定飛行をする際技能証明書を携帯しなくてはならない。また技能証明書を受けるためには手数料(一等の場合は登録免許税も必要)を支払う必要がある。通称は無人航空機操縦士。

## 試験
試験は指定試験機関が実施するもので身体検査、学科試験及び実地試験に分かれており、学科試験に合格しなければ実地試験に進むことはできない。学科試験はCBT、実地試験は実地で実施する。指定試験機関は一般財団法人日本海事協会である。無人航空機操縦士試験と呼称される。

## 無人航空機講習及び登録講習機関
登録講習機関が行うものを修了した者は技能試験が免除される。登録講習機関は自動車運転免許でいうところの自動車教習所である。

## 種類
技能証明は回転翼航空機(マルチコプター)、回転翼航空機(ヘリコプター)、飛行機に分かれており、それぞれカテゴリーⅢ飛行が可能な一等とカテゴリーⅡ飛行が可能な二等に分かれている。
また、技能証明の取得に加えて、第一種もしくは第二種機体認証の取得が必要となる。
カテゴリーⅠ飛行またはカテゴリーⅡA飛行は技能証明は必須ではない。

## 試験の受験資格
- 16歳以上であること
- 航空法の規定により国土交通省から本試験の受験が停止されていないこと[6]

## 欠格事由
該当する場合は無人航空機操縦士試験の合否に関わらず技能証明を申請することはできない。
- 十六歳に満たない者
- 航空法第百三十二条の四十六第一項ただし書(第一号から第三号までにかかる部分を除く。)の規定により技能証明を拒否された日から起算して一年を経過していない者若しくは同項ただし書の規定により技能証明を保留されている者又は航空法第百三十二条第五十三の規定により技能証明を取り消された日から起算して一年を経過していない者若しくは同項の規定により技能証明の効力を停止されている者
- 航空法第百三十二条の五十三（第一号から第三号までにかかる部分を除く。）の規定により技能証明を取り消された日から起算して二年を経過していない者又は同条の規定により技能証明の効力を停止されている者

また、国土交通大臣は試験の不正行為に関係した者に対し試験を停止し、又はその合格を無効とすることができ、また二年以内において期間を定めて試験を受験させないことができる。

## 更新
技能証明書の有効期限は3年であり、登録更新講習機関にて受講しDIPS2.0で再交付申請をすることによって更新することができる。